# Orthospila plutusalis
Orthospila plutusalis là một loài bướm đêm trong họ Crambidae.